# 橢圓花花介
橢圓花花介（学名：Callistocythere ovata）为細花介科花花介屬下的一个种。